# ميمي سفيردروب لوندن
ميمي سفيردروب لوندن (بالنرويجية Mimi Sverdrup Lunden) من مواليد 13 يونيو 1894 - 8 يناير 1955، معلمة نرويجية وكاتبة للأدب الواقعي ونصيرة لحقوق المرأة.

## الحياة الشخصية
وُلدت لوندن في سولون وهي بلدية في مقاطعة سوغن وفيوردانه، في النرويج. وهي ابنة العالم اللاهوتي اللوثري إدوارد سفيردروب وأمها أجنيس فولان (1866 - 1952) وأخت عالم المحيطات هارالد أولريك سفيردروب (1888-1957)، والجنزال الأمريكي ليف سفيردروب (1898-1976) وإينار سفيردروب (1895–1942) الذي كان رئيسًا تنفيذيًا لمتجر نورسك سبيتسبيرجين كولكومباني.
في عام 1918 تزوجت لوندن من تاللاك لوندن (1886 - 1930)، وأنجبت منه ابنتين. وكان زوجها مديرًا في مدرسة بلدية كونجسبرج الإعدادية قبل وفاته عام 1930.

## المسيرة المهنية
انتقلت عائلة لوندن عندما كانت تبلغ 12 عامًا إلى كريستيانيا (أوسلو الآن). وتخرجت في عام 1912 بحصولها على شهادة آرتيوم وبدأت دراسة فقه اللغة في جامعة أوسلو حيث تخرجت في عام 1918. وعملت لوندن لفترة كمدرّسة في مدرسة بلدية كونجسبرج الإعدادية. وبعد وفاة زوجها في عام 1930 أكملت دورة دراسية في جامعة أوسلو في عام 1931. وشغلت منصب مُحاضرة في مدرسة فيستهيم ولاحقًا في مدرسة هيغهاوغن في أوسلو.
في الفترة التي كان أطفالها ما زالوا صغارًا وكان زوجها مريضًا بشكل خطير، أُنهي عملها لأنها مدرّسة متزوجة. فعززت هذه التجربة التزامها بحقوق المرأة مدى الحياة. ثم انضمت إلى الجمعية النرويجية لحقوق المرأة في عام 1936 وشغلت منصب نائبة الرئيس بينما كانت مارجاريت بونيفي (1884-1970) في منصب الرئيسة. وترأست الفرع النرويجي للاتحاد النسائي الديمقراطي الدولي منذ عام 1948.
كانت لوندن مؤلفة أيضًا، فقد حصلت على جائزة من مؤسسة نانسن في عام 1922 وكتبت عددًا من الكتب الشهيرة. إضافةً إلى نشرها لمقالات حول القضايا التي تهمها مثل حقوق المرأة وحفظ السلام الدولي والقضايا التعليمية. وكان كتابها الأكثر شهرة بعنوان «أطلقوا أيديهم» المنشور في عام 1941. يتناول محتوى الكتاب دراسة عن عمل المرأة المهم والمتنوع في مجتمع عصر ما قبل الثورة الصناعية. وأشار الكتاب أيضًا إلى أنه خلال العصر الصناعي استحوذت المصانع والآلات والرجال على جزء كبير من هذا العمل.

## الأعمال المختارة
- المرأة والآلة، وعمل المرأة في البوتقة عام 1946.
- كُتيب مجتمع العمل عام 1948.
- قرن الأطفال عام 1948.
- ساعات العمل الطويلة عام 1948.